# El Centinela de la Patria en Reus
El Centinela de la Patria en Reus va ser una publicació bisetmanal que sortí a Reus des de l'1 d'abril al 3 de juny de 1814.

## Història
Ferran VII, entrava a Espanya per Perpinyà el març de 1814, fruit del Tractat de Valençay. El seu itinerari el portava a València passant per Tarragona i Reus. El Periódico Político y Mercantil de la Villa de Reus, dirigit per Jaume Ardèvol, en donà complida notícia. Però hi havia incertesa sobre si Ferran VII juraria la Constitució de Cadis tal com li exigia el Consell de Regència.
En aquest context apareix El Centinela de la Patria en Reus, un bisetmanal ultra-conservador promogut pel dominic reusenc Tomàs Gatell i el franciscà Josep Rius, fill de Balaguer però molt lligat a Reus, i que signava amb el pseudònim de "Firmín Risueño". El Centinela portava el lema: "Viva Fernando VII Rey de España. Año séptimo de su doloroso cautiverio y primero de su libertad consoladora". És un instrument de propaganda al servei de Ferran VII, que "cal inscriure en un inici del sexenni absolutista a Catalunya" segons Xavier Ferré. Gras i Elies diu: "Atacaba rudamente y con frases malsonantes" al Periódico Político y mercantil. Al cap d'uns dies de la seva sortida aparegué, també fundat i dirigit per Jaume Ardèvol, l'Eco de Reus, per a divulgar els encerts de la Constitució de Cadis i contraatacar la virulència d'El Centinela. Segons Bofarull, El Centinela es va publicar "prócsimo el desenlace político y enterados los enemigos del régimen constitucional de cuanto iba á suceder"
El periòdic s'imprimia a Tarragona, a la impremta de Miquel Puigrubí, ja que sembla que l'ambient liberal de Reus no era propici a la seva publicació. A més El Centinela es queixa al núm 6 (19-IV-1814) que estripen els exemplars a Reus, i uns dies després van a la impremta a Tarragona, agafen els exemplars existents, "salen a la calle, los rompen y los patean", cosa que indica que el seu contingut indignava a sectors actius de les dues poblacions.
Aquesta publicació, i l'existència del Periódico Político y Mercantil y de l'Eco de Reus, mostren el debat ideològic entre el sector conservador i el liberal, entre els que volien continuar l'Antic Règim o crear-ne un de Nou. Reproduïa a petita escala, l'enfrontament entre liberals i absolutistes espanyols, i evidenciava la voluntat reusenca d'involucrar-se en el seu futur.
En abolir Ferran VII la constitució de 1812, va desaparèixer el 3 de juny de 1814. L'últim número va canviar el títol pel de El Centinela en retirada, i el subtítol "viva largos siglos el grande y piadoso Fernando VII, Rey de las Españas. Año primero de la Felicidad Española y 1814 del siglo 19". El periòdic ja havia complert la seva missió. El 1997 en va sortir una edició facsímil titulada El Eco de Reus, 1814, i El Centinela de la patria en Reus, 1814, publicada per l'Associació d'Estudis Reusencs.

## Aspectes tècnics
Imprès a Tarragona per Miquel Puigrubí, tenia capçalera tipogràfica, sortia dos cops per setmana i tenia vuit pàgines a una columna. A primera pàgina acostumava a portar un editorial titulat "Política Cristiana", i diferents articles: "Asuntos Varios" on criticava sobretot a l'Eco de Reus o al Periódico Político y Mercantil, signats per un "Patricio sensible". Incloïa de vegades poemes d'alabança al Rei o a l'absolutisme, unes "Noticias del Reyno" i "articulos comunicados" on hi havia articles d'opinió propis o d'altres publicacions absolutistes.

## Localització
- Una col·lecció a la Biblioteca Central Xavier Amorós de Reus[9]
- Alguns exemplars a la Biblioteca Pública Episcopal del Seminari de Barcelona[10]